# Saison 2007-2008 de l'Olympique de Marseille
Maillots
Chronologie
Saison précédente Saison suivante
L'Olympique de Marseille s'aligne pour la saison 2007-2008 en Ligue 1 Orange, en Coupe de France, en Coupe de la Ligue ainsi qu'en Ligue des Champions, pour la troisième fois depuis 1993.
Le club sera ensuite reversé en Coupe UEFA après sa troisième place en phase de poules de la C1.

## Préparation d'avant-saison
Le groupe olympien pour la reprise est le suivant : 
- Gardiens : Carrasso, Hamel
- Défenseurs : Faty, Givet, Rodriguez, Bonnart, César, L. N'Diaye, M'Bow
- Milieux : Nasri, Cana, Oruma, Cheyrou, Gragnic, Arrache, A. Ayew
- Attaquants : Niang, Pagis, Valbuena, M. N'Diaye

## Faits marquants de la saison

### Mercato estival et début de saison
Après s'être qualifié pour la Ligue des champions, l'OM se montre actif lors du mercato d'été avec notamment les arrivées de Boudewijn Zenden, Karim Ziani ou encore Benoît Cheyrou et le départ au Bayern Munich - monnayant une cagnotte de plus de 20 millions d'euros - du meneur de jeu Franck Ribéry.
Avec ce mercato ambitieux, l'OM devient aux yeux des médias le principal adversaire du champion en titre, l'Olympique lyonnais, et confirme d'abord ces analyses en étant invaincu lors de ses 8 matches amicaux (7 victoires, 1 nul).
Mais cet enthousiasme prend fin avec un début de saison catastrophique (1 victoire en 9 matchs) ce qui entraînera, après une énième défaite à Auxerre, le limogeage de l'entraineur Albert Emon et l'arrivée du Belge Eric Gerets.

### Entre mauvaise prestation nationale et bon parcours européen
Le premier match d'Eric Gerets à la tête de l'OM est tout simplement un déplacement à Anfield Road pour affronter le vice-champion d'Europe, le Liverpool FC, lors de la 2e journée de la Ligue des Champions. Malgré tout, les Phocéens réalisent un exploit en battant les Reds avec un but d'anthologie de Mathieu Valbuena. Les Olympiens gardent par la même occasion la première place du groupe A devant le FC Porto.
En revanche, sur le plan national, les Marseillais n'y arrivent pas et descendent même à la 19e place après un match cocasse contre le FC Sochaux où ils marquent deux buts contre leur camp.
Sur le plan européen l'OM continue de briller, sans toutefois gagner, avec la double confrontation avec le FC Porto et pointe alors à la 2de place du groupe.
Dans la foulée Marseille se déplace à Lyon et bat l'Olympique lyonnais 2-1 avec un doublé de l'homme en forme Mamadou Niang.

### Le renouveau marseillais

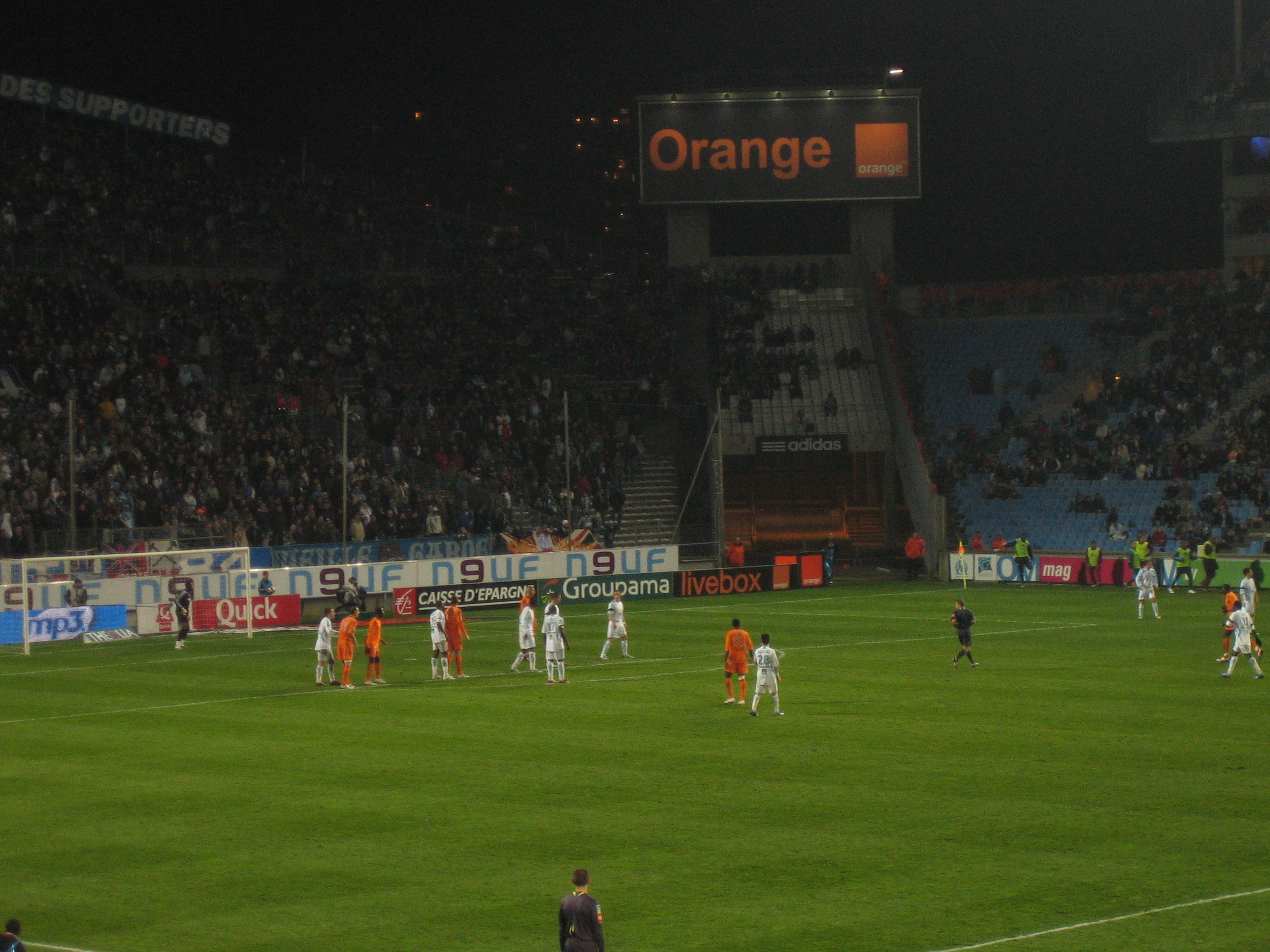
OM-FC Metz, Ligue 1

La victoire à Gerland enclenche la remontée de l'OM. En effet, dès ce match les marseillais sont tout simplement invaincus en Ligue 1 jusqu'à la trêve hivernale. Seul bémol à cette fin d'année : la désillusion Européenne contre le Liverpool FC au Vélodrome (défaite cinglante 4-0). Le club sauvera sa saison européenne en se qualifiant pour les 16e de finale de la Coupe UEFA.
En 2008, l'OM continue sur sa lancée en battant sévèrement ses adversaires à domicile que ce soit en Ligue 1 (6-1 contre le SM Caen), en Coupe de France (3-1 contre l'AS Monaco en 16e de finale) ou encore en UEFA (3-0 contre le Spartak Moscou) et remporte le Classico face au PSG (2-1). Marseille se hisse alors à la 4e place en Ligue 1, situation inespérée 2 mois auparavant.

### Baisse de régime et désillusions
Mais l'OM semble accuser le coup des matchs à répétition et ainsi, malgré une victoire mitigée face au Zénith Saint-Pétersbourg 3-1 en 1/8 aller de l'UEFA, l'OM s'incline 2-0 au match retour en Russie et est donc éliminé de la compétition.
S'en vient ensuite la même déconvenue en championnat face au Racing Club de Lens : l'OM qui mène 2-0 à la mi-temps va se faire rejoindre au score et même perdre l'avantage avant finalement de sauver les meubles en rapportant le point du match nul en toute fin de match (3-3).
L'OM enchaine ensuite avec un match de 8e de finale de coupe de France face à Carquefou et va se faire surprendre dès la 7e minute de jeu ! Incapable de faire douter le modeste club de CFA 2, l'OM est éliminé de la compétition (1-0) et ne joue plus désormais que le championnat.
Pour finir, l'OM complète sa série noire en perdant au stade Vélodrome (1-0) contre le FC Sochaux et se retrouve à 6 points de la troisième place.

### La course-poursuite pour la3eplace
Après une victoire (2-1) à Lorient (alors que Lorient avait ouvert le score), l'OM reçoit Lyon et obtient une victoire convaincante (3-1), restant ainsi à 3 points de Nancy (alors 3e) à 6 journées de la fin du championnat. La journée suivante, grâce à une victoire chez la lanterne rouge Metz conjuguée à la défaite de Nancy à Lille, l'OM s'empare de la troisième place pour la première fois de la saison — par une différence de buts meilleure d'une unité. Mais l'OM ne gardera pas cette place très longtemps, puisqu'à la journée suivante, la 34e, il s'incline (3-1) devant Lille à domicile au stade Vélodrome pendant que Nancy est tenu en échec sur son terrain (1-1) par Le Mans. Cette déconvenue n'est cependant pas catastrophique puisque le club garde un point de retard sur le troisième Nancy toutefois il a perdu tout espoir d'obtenir la deuxième place au classement.
Nouveau retournement de situation lors de la 35e journée : l'ASNL est tenu en échec (1-1) à Valenciennes et dans la soirée l'OM bat l'AS Monaco (3-2), bien qu'en s'étant fait rejoindre au score 2 fois, et reprend la troisième place avec l'avantage d'un point sur Nancy.
L'affiche de la 36e journée oppose l'OM à Bordeaux. Ce match à double enjeu - la 3e place pour les Phocéens et le titre pour les Girondins - est remporté par les Bordelais (1-2) et voit Marseille être relégué à 2 points de Nancy. La 37e journée donne une occasion en or à l'OM de reprendre la 3e place : en effet Nancy va à Lyon et perd 1-0. L'OM doit se contenter d'un match nul au Mans réduit à 10 pendant 40 minutes. Finalement, lors de la 38e et dernière journée, l'OM bat difficilement le RC Strasbourg 4 à 3 et se qualifie pour le tour préliminaire de la Ligue des champions, Nancy perdant à domicile 2 à 3 face à Rennes.

## Systèmes de jeu
| \| Mandanda Bonnart Rodriguez Givet Taiwo Cheyrou Cana K. Ziani Valbuena Zenden Niang Entr. : Gerets \| Premier système de jeu utilisé · (4-2-3-1) |
| Mandanda Bonnart Rodriguez Givet Taiwo Cheyrou Cana K. Ziani Valbuena Zenden Niang Entr. : Gerets                                                  |

| Mandanda Bonnart Rodriguez Givet Taiwo Cheyrou Cana K. Ziani Valbuena Zenden Niang Entr. : Gerets |

| \| Mandanda Bonnart Faty Zubar Taiwo Cheyrou Cana Oruma Nasri Niang Cissé Entr. : Gerets \| Deuxième système de jeu utilisé · (4-4-2 losange) |
| Mandanda Bonnart Faty Zubar Taiwo Cheyrou Cana Oruma Nasri Niang Cissé Entr. : Gerets                                                         |

| Mandanda Bonnart Faty Zubar Taiwo Cheyrou Cana Oruma Nasri Niang Cissé Entr. : Gerets |

## Les rencontres de la saison

### Ligue 1 Orange
| Journée | Date                      | Horaire | Adversaire               | Lieu                         | Score | Buteurs de l'OM                                  | Class. | Ecart de points avec le premier relégable / premier non relégable | Public |
| ------- | ------------------------- | ------- | ------------------------ | ---------------------------- | ----- | ------------------------------------------------ | ------ | ----------------------------------------------------------------- | ------ |
| 1       | Samedi 4 août 2007        | 17 H 10 | RC Strasbourg            | Stade de la Meinau           | 0 - 0 | -                                                | 14e    | + 1                                                               | 26 382 |
| 2       | Samedi 11 août 2007       | 20 H    | Stade Rennais FC         | Stade Vélodrome              | 0 - 0 | -                                                | 13e    | + 1                                                               | 58 722 |
| 3       | Mercredi 15 août 2007     | 18 H 30 | Valenciennes FC          | Stade Nungesser              | 2 - 1 | Ziani 57e                                        | 15e    | + 0                                                               | 16 028 |
| 4       | Dimanche 19 août 2007     | 21 H    | AS Nancy-Lorraine        | Stade Vélodrome              | 2 - 2 | Niang 22e, Cissé 50e                             | 14e    | + 0                                                               | 55 732 |
| 5       | Samedi 25 août 2007       | 17 H 10 | SM Caen                  | Stade Michel-d'Ornano        | 1 - 2 | Rodriguez 43e, Niang 54e                         | 11e    | + 3                                                               | 20 790 |
| 6       | Mercredi 29 août 2007     | 18 H 30 | OGC Nice                 | Stade Vélodrome              | 0 - 2 | -                                                | 15e    | + 3                                                               | 55 940 |
| 7       | Dimanche 2 septembre 2007 | 18 H    | Paris Saint-Germain FC   | Parc des Princes             | 1 - 1 | Cissé 11e                                        | 16e    | + 4                                                               | 43 419 |
| 8       | Samedi 15 septembre 2007  | 17 H 10 | Toulouse FC              | Stade Vélodrome              | 1 - 2 | Zubar 91e                                        | 16e    | + 1                                                               | 54 161 |
| 9       | Samedi 22 septembre 2007  | 17 H 10 | AJ Auxerre               | Stade de l'Abbé-Deschamps    | 2 - 0 | -                                                | 17e    | - 1                                                               | 11 561 |
| 10      | Samedi 6 octobre 2007     | 17 H 10 | AS Saint-Étienne         | Stade Geoffroy-Guichard      | 1 - 0 | -                                                | 18e    | - 2                                                               | 30 202 |
| 11      | Dimanche 21 octobre 2007  | 21 H    | RC Lens                  | Stade Vélodrome              | 1 - 0 | Zenden 39e                                       | 18e    | - 2                                                               | 49 245 |
| 12      | Samedi 27 octobre 2007    | 20 H    | FC Sochaux-Montbéliard   | Stade Auguste-Bonal          | 2 - 1 | Niang 9e                                         | 19e    | - 2                                                               | 19 957 |
| 13      | Samedi 3 novembre 2007    | 20 H    | FC Lorient               | Stade Vélodrome              | 0 - 0 | -                                                | 19e    | - 2                                                               | 51 864 |
| 14      | Dimanche 11 novembre 2007 | 21 H    | Olympique lyonnais       | Stade de Gerland             | 1 - 2 | Niang 10e (pen.), 43e                            | 17e    | - 2                                                               | 38 811 |
| 15      | Samedi 24 novembre 2007   | 20 H    | FC Metz                  | Stade Vélodrome              | 3 - 1 | Zenden 29e, Niang 36e, 69e                       | 15e    | + 0                                                               | 48 035 |
| 16      | Samedi 1er décembre 2007  | 20 H    | Lille OSC Métropole      | Stadium Lille Métropole      | 1 - 1 | Niang 31e                                        | 16e    | + 0                                                               | 17 618 |
| 17      | Samedi 8 décembre 2007    | 17 H 10 | AS Monaco FC             | Stade Vélodrome              | 2 - 0 | Rodriguez 52e, Cana 69e                          | 13e    | + 2                                                               | 50 510 |
| 18      | Dimanche 16 décembre 2007 |         | FC Girondins de Bordeaux | Stade Chaban-Delmas          | 2 - 2 | Niang 2e, Cheyrou 27e                            | 14e    | + 2                                                               | 32 286 |
| 19      | Samedi 22 décembre 2007   | 20 H    | Le Mans UC 72            | Stade Vélodrome              | 1 - 0 | Niang 14e                                        | 11e    | + 3                                                               | 48 886 |
| 20      | Dimanche 13 janvier 2007  | 20 H 55 | Stade Rennais FC         | Stade de la route de Lorient | 3 - 1 | Cissé 16e                                        | 13e    | + 2                                                               | 29 278 |
| 21      | Samedi 19 janvier 2008    | 20 H    | Valenciennes FC          | Stade Vélodrome              | 3 - 1 | Cissé 28e, 74e Rodriguez 51e                     | 10e    | + 4                                                               | 48 152 |
| 22      | Mercredi 23 janvier 2008  | 20 H 45 | AS Nancy-Lorraine        | Stade Marcel-Picot           | 1 - 1 | Nasri 85e                                        | 11e    | + 3                                                               | 19 901 |
| 23      | Samedi 26 janvier 2008    | 20 H    | SM Caen                  | Stade Vélodrome              | 6 - 1 | Cissé 28e, 55e, 57e, Valbuena 41e, 44e Nasri 81e | 9e     | + 5                                                               | 48 481 |
| 24      | Dimanche 10 février 2008  | 20 H 55 | OGC Nice                 | Stade Léo-Lagrange           | 0 - 2 | Niang 24e, Cissé 76e                             | 5e     | + 6                                                               | 15 884 |
| 25      | Dimanche 17 février 2008  | 20 H 55 | Paris Saint-Germain FC   | Stade Vélodrome              | 2 - 1 | Taiwo 36e, Niang 44e                             | 4e     | + 8                                                               | 56 106 |
| 26      | Dimanche 24 février 2008  | 19 H    | Toulouse FC              | Stadium                      | 0 - 0 | -                                                | 5e     | + 8                                                               | 35 000 |
| 27      | Samedi 1er mars 2008      | 20 H    | AJ Auxerre               | Stade Vélodrome              | 2 - 1 | Cana 7e, Cissé 22e                               | 4e     | + 11                                                              | 53 100 |
| 28      | Dimanche 9 mars 2008      | 18 H    | AS Saint-Étienne         | Stade Vélodrome              | 2 - 0 | Valbuena 59e, Taiwo 66e                          | 4e     | + 14                                                              | 53 565 |
| 29      | Dimanche 16 mars 2008     | 20 H 55 | RC Lens                  | Stade Félix Bollaert         | 3 - 3 | Nasri 23e, Cheyrou 28e, Cissé 88e                | 4e     | + 14                                                              | 40 000 |
| 30      | Samedi 22 mars 2008       | 20 H    | FC Sochaux-Montbéliard   | Stade Vélodrome              | 0 - 1 | -                                                | 4e     | + 12                                                              | 50 000 |
| 31      | Dimanche 30 mars 2008     | 20 H 55 | FC Lorient               | Stade Yves-Allainmat         | 1 - 2 | Akalé 51e, Niang 80e                             | 4e     | + 14                                                              | 15 436 |
| 32      | Dimanche 6 avril 2008     | 20 H 55 | Olympique lyonnais       | Stade Vélodrome              | 3 - 1 | Cissé 26e, Niang 28e, 54e                        | 4e     | + 17                                                              | 56 271 |
| 33      | Samedi 12 avril 2008      | 20 H    | FC Metz                  | Stade Saint-Symphorien       | 1 - 2 | Cissé 13e, Nasri 53e                             | 3e     | + 20                                                              | 25 694 |
| 34      | Dimanche 20 avril 2008    | 20 H 55 | Lille OSC Métropole      | Stade Vélodrome              | 1 - 3 | Niang 13e                                        | 4e     | + 17                                                              | 38 000 |
| 35      | Dimanche 27 avril 2008    | 20 H 55 | AS Monaco FC             | Stade Louis-II               | 2 - 3 | Nasri 28e, Taiwo 61e, Cissé 82e                  | 3e     | + 20                                                              | 17 368 |
| 36      | Dimanche 4 mai 2008       | 20 H 55 | FC Girondins de Bordeaux | Stade Vélodrome              | 1 - 2 | Niang 45+2e                                      | 4e     | + 19                                                              | 55 778 |
| 37      | Samedi 10 mai 2008        | 20 H 45 | Le Mans UC 72            | Stade Léon-Bollée            | 0 - 0 | -                                                | 4e     | + 20                                                              | 16 361 |
| 38      | Samedi 17 mai 2008        | 20 H 50 | RC Strasbourg            | Stade Vélodrome              | 4 - 3 | Niang 7e, Cissé 44e, 80e, Nasri 45+4e            | 3e     | + 20                                                              | 55 543 |

### Coupe de la Ligue
| Date                     | Tour | Adversaire | Lieu                      | Score             | Buteurs de l'OM       | Public |
| ------------------------ | ---- | ---------- | ------------------------- | ----------------- | --------------------- | ------ |
| Mardi 30 octobre 2007    | 1/8  | FC Metz    | Stade Vélodrome           | 2 - 2 (5 - 4 tab) | Niang 94e, Cissé 105e | 21 389 |
| Mercredi 16 janvier 2008 | 1/4  | AJ Auxerre | Stade de l'Abbé-Deschamps | 1 - 0             | -                     | 13 006 |

### Coupe de France
| Date                    | Tour | Adversaire           | Lieu                                    | Score | Buteurs de l'OM                    | Public |
| ----------------------- | ---- | -------------------- | --------------------------------------- | ----- | ---------------------------------- | ------ |
| Samedi 5 janvier 2008   | 1/32 | AS Beauvais Oise (N) | Stade Pierre-Brisson                    | 0 - 2 | Cana 23e, Cissé 32e                | 10 480 |
| Dimanche 3 février 2008 | 1/16 | AS Monaco FC         | Stade Vélodrome                         | 3 - 1 | Valbuena 6e, Grandin 9e, Cissé 62e | 30 000 |
| Mercredi 19 mars 2008   | 1/8  | USJA Carquefou       | Stade de la Beaujoire - Louis Fonteneau | 1 - 0 | -                                  | 36 500 |

### Ligue des Champions
| Date                      | Tour                       | Adversaire   | Lieu               | Score | Buteurs de l'OM            | Class. | Public |
| ------------------------- | -------------------------- | ------------ | ------------------ | ----- | -------------------------- | ------ | ------ |
| Mardi 18 septembre 2007   | Phase de poules, journée 1 | Beşiktaş JK  | Stade Vélodrome    | 2 - 0 | Rodriguez 76e, Cissé 90+1e | 1re    | 35 676 |
| Mercredi 3 octobre 2007   | Phase de poules, journée 2 | Liverpool FC | Anfield            | 0 - 1 | Valbuena 77e               | 1re    | 41 355 |
| Mercredi 24 octobre 2007  | Phase de poules, journée 3 | FC Porto     | Stade Vélodrome    | 1 - 1 | Niang 69e                  | 2e     | 46 458 |
| Mardi 6 novembre 2007     | Phase de poules, journée 4 | FC Porto     | Stade du Dragon    | 2 - 1 | Niang 47e                  | 2e     | 42 217 |
| Mercredi 28 novembre 2007 | Phase de poules, journée 5 | Beşiktaş JK  | Stade Inönü du BJK | 2 - 1 | Taiwo 65e                  | 2e     | 19 448 |
| Mardi 11 décembre 2007    | Phase de poules, journée 6 | Liverpool FC | Stade Vélodrome    | 0 - 4 | -                          | 3e     | 53 097 |

### Coupe UEFA
| Date                     | Tour        | Adversaire                  | Lieu            | Score | Buteurs de l'OM                   | Public |
| ------------------------ | ----------- | --------------------------- | --------------- | ----- | --------------------------------- | ------ |
| Mercredi 13 février 2008 | 1/16 aller  | FK Spartak Moscou           | Stade Vélodrome | 3 - 0 | Cheyrou 62e, Taiwo 68e, Niang 79e | 45 000 |
| Jeudi 21 février 2008    | 1/16 retour | FK Spartak Moscou           | Stade Loujniki  | 2 - 0 | -                                 | 15 000 |
| Jeudi 6 mars 2008        | 1/8 aller   | FK Zénith Saint-Pétersbourg | Stade Vélodrome | 3 - 1 | Cissé 37e, 55e, Niang 48e         | 35 000 |
| Mercredi 12 mars 2008    | 1/8 retour  | FK Zénith Saint-Pétersbourg | Stade Petrovski | 2 - 0 | -                                 | 20 000 |

## Effectif professionnel de la saison

### Joueurs notables
On compte dans l'effectif de nombreux internationaux, dont :
- Wilson Oruma, international nigérian, vainqueur aux JO d'Atlanta 1996.
- Djibril Cissé, international français, vainqueur de la Coupe des confédérations 2003.
- Gaël Givet, international français, finaliste de la Coupe du monde de football de 2006.
- Modeste M'Bami, international camerounais, finaliste de la coupe des Confédérations 2003 et finaliste de la CAN 2008.
- Boudewijn Zenden, international néerlandais, demi-finaliste de la Coupe du monde de football de 1998, demi-finaliste de l'Euro 2000 et demi-finaliste de l'Euro 2004.

## Aspects juridiques et économiques

### Aspects juridiques

#### Organigramme
Le tableau ci-dessous présente l'organigramme de l'Olympique de Marseille pour la saison 2007-2008.
| Fonction                             | Nom                                  |
| ------------------------------------ | ------------------------------------ |
| Président du conseil de surveillance | Mehdi El Glaoui puis Vincent Labrune |
| Président du directoire              | Pape Diouf                           |
| Directeur sportif                    | José Anigo                           |
| Responsable du recrutement           | Jean-Philippe Durand                 |
| Coordinateur sportif                 | Louis Vassallucci                    |
| Directeur général                    | Thierry de La Brosse                 |
| Secrétaire général                   | Julien Fournier                      |
| Secrétaire général                   | Cédric Dufoix                        |

| Fonction                           | Nom                  |
| ---------------------------------- | -------------------- |
| Directeur de la sécurité           | Guy Cazadamont       |
| Président de l'association OM      | Jean-Pierre Foucault |
| Vice-président de l'association OM | Robert Nazarétian    |

## Statistiques

### Statistiques collectives
| Compétition         | Débute au tour  | Place ou tour final | Première rencontre | Dernière rencontre | Nombre de matchs |
| Ligue 1             | -               | 3e                  | 4 août 2007        | 17 mai 2008        | 38               |
| Ligue des champions | Phase de groupe | Phase de groupes    | 18 septembre 2007  | 11 décembre 2007   | 6                |
| Coupe UEFA          | 1/16 de finale  | 1/8 de finale       | 13 février 2008    | 12 mars 2008       | 4                |
| Coupe de la Ligue   | 1/8 de finale   | 1/4 de finale       | 30 septembre 2007  | 16 janvier 2008    | 2                |
| Coupe de France     | 1/32 de finale  | 1/8 de finale       | 5 janvier 2008     | 19 mars 2008       | 3                |

#### Ligue 1 Orange
- Meilleur classement : 3e (J33 / J35 / J38)
- Pire classement : 19e (J12-13)
- Plus grand écart de points avec le premier relégable : + 20 (J33 / J35 / J37-38)
- Plus grand écart de points avec le premier non relégable : - 2 (J10 à 14)
- Plus grande série de victoires : 3 (J23 à 25 / J31 à 33)
- Plus grande série de matchs nuls : 2 (J1-2)
- Plus grande série de défaites : 3 (J8 à 10)
- Plus grande série de matchs sans défaite : 9 (J21 à 29)
- Plus grande série de matchs sans victoire : 5 (J6 à 10)
- Plus large victoire : 6-1 (contre Caen)
- Plus large défaite : 0-2 (contre Nice), 1-3 (contre Lille), 2-0 (contre Auxerre), 3-1 (contre Rennes)
- Plus grande série de matchs en marquant au moins un but : 12 (J14 à 25)
- Plus grande série de matchs sans marquer : 2 (J1-2 / J9-10)
- Rencontre avec le plus de buts marqués par l'OM : 6 (victoire 6-1 contre Caen)
- Rencontre avec le plus de buts encaissés par l'OM : 3 (défaites 1-3 contre Lille, 3-1 contre Rennes / nul 3-3 contre Lens / victoire 4-3 contre Strasbourg)
- Rencontre la plus prolifique en buts : 7 (victoires 6-1 contre Caen, 4-3 contre Strasbourg)
- Rencontre la moins prolifique : 0 (contre Strasbourg, Rennes, Lorient, Toulouse et Le Mans)

### Statistiques buteurs
| Place   | Nom                  | Championnat de L1 | Coupe de France | Coupe de la Ligue | Ligue des champions | Coupe UEFA | TOTAL des BUTS |
| 1       | Mamadou Niang        | 18 buts           | -               | 1 but             | 2 buts              | 2 buts     | 23 buts        |
| 2       | Djibril Cissé        | 16 buts           | 2 buts          | 1 but             | 1 but               | 2 buts     | 22 buts        |
| 3       | Samir Nasri          | 6 buts            | -               | -                 | -                   | -          | 6 buts         |
| 4       | Mathieu Valbuena     | 3 buts            | 1 but           | -                 | 1 but               | -          | 5 buts         |
| 4       | Taye Taiwo           | 3 buts            | -               | -                 | 1 but               | 1 but      | 5 buts         |
| 6       | Julien Rodriguez     | 3 buts            | -               | -                 | 1 but               | -          | 4 buts         |
| 7       | Lorik Cana           | 2 buts            | 1 but           | -                 | -                   | -          | 3 buts         |
| 7       | Benoît Cheyrou       | 2 buts            | -               | -                 | -                   | 1 but      | 3 buts         |
| 9       | Boudewijn Zenden     | 2 buts            | -               | -                 | -                   | -          | 2 buts         |
| 10      | Karim Ziani          | 1 but             | -               | -                 | -                   | -          | 1 but          |
| 10      | Ronald Zubar         | 1 but             | -               | -                 | -                   | -          | 1 but          |
| 10      | Kanga Akalé          | 1 but             | -               | -                 | -                   | -          | 1 but          |
| 10      | Elliot Grandin       | -                 | 1 but           | -                 | -                   | -          | 1 but          |
| #       | contre son camp      | -                 | -               | -                 | -                   | -          | -              |
| Détails | 13 buteurs Olympiens | 58 buts           | 5 buts          | 2 buts            | 6 buts              | 6 buts     | 77 BUTS        |

### Statistiques passeurs
| Classement (club) | Classement (Ligue 1 Orange) | Joueur                | Poste     | Nombre de passes | dont .... sur coup de pied arrêté | Une passe décisive toutes les ... |
| ----------------- | --------------------------- | --------------------- | --------- | ---------------- | --------------------------------- | --------------------------------- |
| 1er               | 2e                          | Samir Nasri           | Milieu    | 10               | 2                                 | 255 min (2e)                      |
| 2e                | 6e                          | Benoît Cheyrou        | Milieu    | 8                | 5                                 | 352 min (3e)                      |
| 3e                | 42e                         | Elliott Grandin       | Attaquant | 3                | 0                                 | 228 min (1er)                     |
| 4e                | 55e                         | Djibril Cissé         | Attaquant | 3                | 0                                 | 909 min                           |
| 5e                | 108e                        | Lorik Cana            | Milieu    | 2                | 0                                 | 1518 min                          |
| 6e                | 127e                        | Juan Angel Krupoviesa | Défenseur | 1                | 0                                 | 379 min                           |
| 7e                | 130e                        | Charles Kaboré        | Milieu    | 1                | 0                                 | 513 min                           |
| 8e                | 144e                        | Karim Ziani           | Milieu    | 1                | 0                                 | 1240 min                          |
| 9e                | 146e                        | Ronald Zubar          | Défenseur | 1                | 0                                 | 1344 min                          |
| 10e               | 158e                        | Modeste M'Bami        | Milieu    | 1                | 0                                 | 1666 min                          |
| 11e               | 160e                        | Julien Rodriguez      | Défenseur | 1                | 0                                 | 1733 min                          |
| 12e               | 163e                        | Mathieu Valbuena      | Milieu    | 1                | 0                                 | 1815 min                          |
| 13e               | 172e                        | Taye Taiwo            | Défenseur | 1                | 0                                 | 2344 min                          |
| 14e               | 193e                        | Laurent Bonnart       | Défenseur | 1                | 0                                 | 3121 min                          |
| 15e               | 201e                        | Boudewijn Zenden      | Milieu    | 1                | 1                                 | 1124 min                          |

## Centre de formation

### Les équipes de jeunes
- Les 18 ans Nationaux ont passé leur saison dans le ventre mou et terminent à la septième place.

En Coupe Gambardella, le derby marseillais US Endoume-Olympique de Marseille en 64e de finale se termine sur une défaite des Olympiens (1-2)
- Les 16 ans Nationaux sont l'équipe qui a le plus brillé au sein du centre de formation olympien, ramenant le premier titre de Champion de France au club phocéen en s'imposant en finale face au Paris SG (1-0).
- Les 15 ans DH terminent à la troisième place à deux points du second, Cannes.
- Les 14 ans Fédéraux terminent troisième, ex-aequo avec le second et à 1 point du champion.
- Les 13 ans DH prennent la deuxième place mais à plus de 10 points du leader Air-Bel. De plus, l'équipe remporte la Coupe Crémieux.